# 風輪 (歌謡グループ)
風輪（ふうりん）は平均身長185cmの二人組歌謡グループ。
グループ名には「二人の想いと歌声が風に乗り、一体感という大きな輪を生みたい」という意味が込められている。キャッチフレーズは「あなたを笑顔にするために歌います」。2021年11月の結成より、レコード大賞新人賞獲得と紅白歌合戦への出場を目標に掲げており、2024年3月に徳間ジャパンコミュニケーションズよりメジャー・デビュー。
第39回日本ゴールドディスク大賞ベスト・演歌/歌謡曲・ニュー・アーティスト、日本作曲家協会音楽祭 2025・奨励賞を受賞。

## メンバー
拓也（たくや）
1986年11月26日生まれ（38歳）。群馬県富岡市出身。身長184cm。15歳から林業に従事し、11年間で多数の資格を取得。26歳で上京し、歌手活動を開始。年間300本のワンマンライブを開催し、延べ10,000人以上を動員した。2018年3月にはソロデビューし、2020年にはボーカルグループ「春夏秋冬」のリーダーとしてもメジャーデビュー。2021年の9月にグループを卒業し、11月からは風輪として活動中。
翔司（しょうじ）
1985年6月19日生まれ（40歳）。福岡県出身、東京都大田区蒲田育ち。身長186cm。幼少期から大学までプロを目指して野球を続け、大学卒業後は事務所に所属して芸能活動を始める。2017年に「TRUMP」のメインボーカルとしてメジャーデビュー。2019年にはプロ野球ファーム日本選手権で国歌斉唱を行い、2020年にはボーカルグループ「春夏秋冬」としてもメジャーデビュー。2021年の9月にグループを卒業し、11月からは風輪として活動中。

## 来歴

### グループ結成以前
2019年1月、翔司が所属していた「TRUMP」の主催イベントに拓也が出演した際に意気投合。他二名のメンバーを加えて四人組高身長ハンサムユニット「春夏秋冬」を結成し、2020年3月にドリーミュージックよりメジャーデビューを果たすがそのタイミングでコロナ禍へ突入。活動の制限や意向の相違があり、2021年9月末に拓也と翔司が共にグループを卒業、同11月に二人組歌謡グループ風輪として再始動した。

### 2022年
結成直後は新大久保SHOWBOXを中心にライブを行っていたが徐々にその活動範囲を広げ、拓也の地元である群馬県をはじめ、関東の様々なショッピングモールやスーパー銭湯などでライブを行うようになる。2022年6月にはYouTube「風輪チャンネル」を開設。8月11日にインディーズ1stシングル「風輪歌／零れ桜」リリース。同年12月には初のワンマンコンサートを群馬県の下仁田文化ホールで開催した。

### 2023年
- 風輪初のツアーを開催。5月から6月にかけて茨城・埼玉・東京・群馬を回った。ツアー最終日の群馬公演当日に「THEカラオケ★バトル」で風輪としてテレビ初出演を果たす。
- 7月1日、インディーズ2ndシングル『あなたに恋してる/愛はまぼろし』発売。
- 11月1日、結成二周年のタイミングで風輪ファンクラブ「一輪」がオープン。
- 12月2日「風輪コンサート2023　〜紅白への道〜」の群馬公演中にメジャーデビュー決定を発表。同ツアーファイナルの東京公演にてタイトルの「女神-MEGAMI-」が発表され、歌唱初披露となった。

### 2024年
- 3月20日、メジャーデビュシングル「女神-MEGAMI-」発売。当日に行われた記念ライブにてオリコンデイリーシングルランキング演歌・歌謡部門で1位、総合で4位を獲得したことが発表された[5][6][7][8][9][10]。メジャーデビューをきっかけに音楽番組を中心にテレビにも活躍の場を広げる。

- デビュー後初のツアーとなる「風輪ツアー2024　〜幸運の女神〜」は風輪のツアーとしては初めて関東を出て大阪で初日を迎えた。
- 6月2日のツアー群馬公演はシクラメンとのツーマンコンサートとして開催され、メンバーの翔司とその幼なじみで親友であるシクラメンの肉だんごとの長年の夢の実現となった[11]。
- 7月28日には初のファンクラブイベントが開催され、2ndシングルと1stアルバムの発売が発表された[12]。
- 8月15日、プロ野球独立リーグ・ルートインBCリーグの群馬ダイヤモンドペガサスVS信濃グランセローズ戦にて始球式と国歌斉唱を行った[13]。
- 10月16日、2ndシングル「人生TENKI」カバーアルバム「風輪歌謡」発売。発売日記念ライブにてシングル、アルバムともにオリコンデイリーシングルランキング演歌・歌謡部門で1位を獲得したことが発表された[14][15]。
- 11月23日から25日にかけて風輪として初めての海外ファンミーティングツアーが台湾（台北）で開催され、24日には台北駅構内イベントステージにてオリジナル楽曲の他、中国語での歌唱などが披露された。
- 12月1日、ホテルグランビュー高崎にて風輪として初のワンマンディナーショーが開催された。
- 12月25日、群馬県のかぶら文化ホールにてコンサートを開催。バンドによる全曲生演奏は風輪として初。会場のかぶら文化ホールはメンバーの拓也が成人式を迎えた場所であり、その際に思い描いた「ここでコンサートを行いたい」という夢が18年越しに実現した[16]。

### 2025年
- 1月8日、3rdシングルが4月16日に発売されることが公式Xと公式LINEにて発表された。
- 2月5日、オフィシャルサイトがリニューアルオープンし、ファンクラブに年額プランが新設された。
- 3月12日、第39回日本ゴールドディスク大賞ベスト・演歌/歌謡曲・ニュー・アーティストを受賞[3]。
- 4月16日、3rdシングル「天使と悪魔の愛し方」発売。発売日記念ライブにてオリコンデイリーシングルランキング演歌・歌謡部門で2位を獲得したことが発表された[17]。
- 6月25日、3rdシングル「天使と悪魔の愛し方」追撃盤（C,D,Eタイプ）発売。同日開催のインターネットサイン会でオリコンデイリーシングルランキング演歌・歌謡部門で1位を獲得したことが発表された。
- 6月26日、日本作曲家協会音楽祭 2025・奨励賞を受賞[4]。
- 7月13日、第2回目となるファンクラブイベントが開催され、「天使と悪魔の愛し方」追撃盤が10月22日に発売されることが発表された。
その後、7月16日に公式X・公式LINEにて、感謝盤としてF・G・Hタイプが発売されることと収録曲が正式に発表された。

## ディスコグラフィ

### シングル
| #   | 発売日         | 曲順 | タイトル               | 作詞                       | 作曲               | 編曲         | オリコン最高順位 | オリコン最高順位 | 規格品番   | タイアップ |
| #   | 発売日         | 曲順 | タイトル               | 作詞                       | 作曲               | 編曲         | 総合             | 演歌・歌謡       | 規格品番   | タイアップ |
| --- | -------------- | ---- | ---------------------- | -------------------------- | ------------------ | ------------ | ---------------- | ---------------- | ---------- | --- |
| 1st | 2024年3月20日  | 01   | 女神‐MEGAMI‐           | 京えりこ                   | 田尾将実           | 矢野立美     | 8位              | 1位              | TKCA-91554 | テレビ東京「なないろ日和!」2024年7月期エンディングテーマ曲 フジテレビ系「Tune」2024年8月期エンディングテーマ曲                                            |
| 1st | 2024年3月20日  | 02   | 恋をするなら           | 京えりこ                   | 田尾将実           | 矢野立美     | 8位              | 1位              | TKCA-91554 | |
| 1st | 2024年3月20日  | 02   | ロマンスを君だけに     | 田村信二                   | 田村信二           | 田村信二     | 8位              | 1位              | TKCA-91555 | テレビ東京「なないろ日和!｣2024年4月期エンディングテーマ曲                                                                                                 |
| 1st | 2024年3月20日  | 02   | こんな時代と言わないで | 京えりこ                   | 田尾将実           | 矢野立美     | 8位              | 1位              | TKCA-91556 | |
| 2nd | 2024年10月16日 | 01   | 人生TENKI              | 白井大輔／MIKINA／成瀬英樹 | 白井大輔／成瀬英樹 | 杉山ユカリ   | 6位              | 1位              | TKCA-91587 | |
| 2nd | 2024年10月16日 | 02   | 夢を叶えたとき         | みのや雅彦                 | みのや雅彦         | 杉山ユカリ   | 6位              | 1位              | TKCA-91587 | |
| 2nd | 2024年10月16日 | 02   | なないろ日和           | 岸田小石                   | 成瀬英樹           | 星和生＆nelo | 6位              | 1位              | TKCA-91588 | テレビ東京「なないろ日和!｣2024年10月〜3月エンディングテーマ曲                                                                                             |
| 3rd | 2025年4月16日  | 01   | 天使と悪魔の愛し方     | 田久保真見                 | 杉本眞人           | 矢野立美     | 4位              | 2位              | TKCA-91617 | 朝日放送「教えて!ニュースライブ正義のミカタ」2025年7月〜9月エンディングテーマ曲 BSよしもと「祇園花月 presents 吉本新喜劇」2025年7月度エンディングテーマ曲 |
| 3rd | 2025年4月16日  | 02   | 愛を撃て～ Get You ～  | 田村信二                   | 田村信二           | 田村信二     | 4位              | 2位              | TKCA-91617 | テレビ東京「なないろ日和!｣2025年4月〜6月エンディングテーマ曲                                                                                              |
| 3rd | 2025年4月16日  | 02   | 未来（あした）         | みのや雅彦                 | みのや雅彦         | 杉山ユカリ   | 4位              | 2位              | TKCA-91618 | |
| 3rd | 2025年6月25日  | 02   | まごころ               | 成瀬英樹                   | 成瀬英樹/nelo      | nelo         | 10位             | 1位              | TKCA-91631 | |
| 3rd | 2025年6月25日  | 02   | 君へと続く道           | 井指冬輝                   | マツダヒロ         | マツダヒロ   | 10位             | 1位              | TKCA-91632 | |
| 3rd | 2025年6月25日  | 02   | ジュテーム・ジュテーム | 成瀬英樹                   | 成瀬英樹           | nelo         | 10位             | 1位              | TKCA-91633 | |
| 3rd | 2025年10月22日 | 02   | 最愛                   | 井指冬輝                   | マツダヒロ         | 杉山ユカリ   |                  |                  | TKCA-91656 | |
| 3rd | 2025年10月22日 | 02   | 愛へ道づれ（仮）       | 成瀬英樹                   | 石崎 光            | 石崎 光      | TKCA-91657       |                  |            | |
| 3rd | 2025年10月22日 | 02   | 胸いっぱいの愛を       | 成瀬英樹                   | 成瀬英樹           | 杉山ユカリ   | TKCA-91658       |                  |            | |

### アルバム
| #   | 発売日         | タイトル | 収録曲               | 作詞             | 作曲       | 編曲       | 原曲歌唱       | オリコン最高順位 | オリコン最高順位 | 規格品番   |
| #   | 発売日         | タイトル | 収録曲               | 作詞             | 作曲       | 編曲       | 原曲歌唱       | 総合             | 演歌・歌謡       | 規格品番   |
| --- | -------------- | -------- | -------------------- | ---------------- | ---------- | ---------- | -------------- | ---------------- | ---------------- | ---------- |
| 1st | 2024年10月16日 | 風輪歌謡 | 好きです前橋         | 生田目章彦       | 生田目章彦 | 杉山ユカリ | サザンクロス   | 23位             | 1位              | TKCA-75238 |
| 1st | 2024年10月16日 | 風輪歌謡 | 愛はかげろう         | 三浦和人         | 三浦和人   |            | 雅夢           | 23位             | 1位              | TKCA-75238 |
| 1st | 2024年10月16日 | 風輪歌謡 | シルエット・ロマンス | 来生えつこ       | 来生たかお | 周防泰臣   | 大橋純子       | 23位             | 1位              | TKCA-75238 |
| 1st | 2024年10月16日 | 風輪歌謡 | 街の灯り             | 阿久悠           | 浜圭介     |            | 堺正章         | 23位             | 1位              | TKCA-75238 |
| 1st | 2024年10月16日 | 風輪歌謡 | 待っている女         | 山口洋子         | 藤本卓也   |            | 五木ひろし     | 23位             | 1位              | TKCA-75238 |
| 1st | 2024年10月16日 | 風輪歌謡 | ふるさと             | つんく           | つんく     | 周防泰臣   | モーニング娘。 | 23位             | 1位              | TKCA-75238 |
| 1st | 2024年10月16日 | 風輪歌謡 | 最後のフォーリンラブ | 円香乃           | 杉本眞人   | 杉山ユカリ | SASAKI社長     | 23位             | 1位              | TKCA-75238 |
| 1st | 2024年10月16日 | 風輪歌謡 | 愛の乱反射           | sprout／成瀬英樹 | 成瀬英樹   | nelo       | ※オリジナル    | 23位             | 1位              | TKCA-75238 |

### インディーズ
| #   | 発売日        | 曲順 | タイトル         | 作詞     | 作曲     | 編曲     | 規格品番  |
| --- | ------------- | ---- | ---------------- | -------- | -------- | -------- | --------- |
| 1st | 2022年8月11日 | 01   | 風輪歌           | 守田和正 | 守田和正 | 守田和正 | FURN-0001 |
| 1st | 2022年8月11日 | 02   | 零れ桜           | 守田和正 | 守田和正 | 守田和正 | FURN-0001 |
| 2nd | 2023年7月1日  | 01   | あなたに恋してる | 田村信二 | 田村信二 | 田村信二 | FURN-0002 |
| 2nd | 2023年7月1日  | 02   | 愛はまぼろし     | 田村信二 | 田村信二 | 田村信二 | FURN-0002 |

### コラボ参加
- シクラメン「アマリリス feat.風輪」（2024年11月1日リリース「スダコ2」収録）

## メディア出演

### テレビ
- 『THEカラオケ★バトル』（2023年6月25日、テレビ東京）
- 『風輪華山！！〜風輪の一期一会〜』（2024年3月2日、BSテレ東）
- 『竹島宏の歌MAX』（2024年3月19日、三重テレビ他）
- 『あさうたワイド』（2024年3月21日、28日、7月4日、11日、2025年3月6日、6月19日、BS日テレ）
- 『洋子の演歌一直線』（2024年3月31日、11月24日、2025年6月15日、テレビ東京）
- 『ドシラソファミレオン♪』（2024年4月15日、チバテレ）
- 『なないろ日和!』（2024年5月6日、7月15日、10月1日、2025年4月16日、テレビ東京）
- 『うたってハマって』（2024年6月3日、BS12）
- 『歌風〜歌謡曲の息吹き〜』（2024年6月12日、BS12）
- 『歌謡最前線』（2024年7月2日、チバテレ）
- 『はやウタ』（2024年7月15日、2025年6月2日、NHK）
- 『新・3人の歌仲間 with DAM CHANNEL演歌』（2024年8月、BS日テレ)
- 『知里のミュージックエッセンス』（2024年8月15日、22日、チバテレ）
- 『熱血！男たちと歌仲間　ザ★Enkaていんmenと！2』（2024年8月31日、BS12）
- 『Tune』（2024年9月25日、フジテレビ）
- 『宮本隆治の歌謡ポップス☆一番星』（2024年10月11日、歌謡ポップスチャンネル）
- 『人生、歌がある』（2024年10月12日、BS朝日）
- 『新・BS日本のうた』（2024年12月1日、2025年5月18日、BSプレミアム4K、NHK BS）
- 『歌のサンセット』（2024年12月13日、テレビ東京）
- 『新・歌謡曲の匠』（2024年12月24日、BS12）
- 『演歌大好き！』（2025年2月20日、群馬テレビ）
- 『これから推し活、誰にする』（2025年3月23日、テレビ東京）
- 『昭和歌謡パレード』（2025年4月16日、23日、7月23日、BSフジ）

### ラジオ

#### レギュラー出演
- 『風輪の明日は明日の風が吹く』（2021年12月6日‐、FM GUNMA）
- 『風輪の紅白への花道』（2022年4月12日‐、エフエムしろいし）
- 『風輪の群馬の風になりたい』（2024年4月19日‐、FM GUNMA）

#### 準レギュラー出演
- 『Hustle ＆ Flow』（2025年4月6日-、FM FUJI）
※「ぴゃも」所属アーティストがホストを務める音楽バラエティ。

#### 特別番組
- 『風輪の年忘れ！今夜夢で逢いましょう！』（2024年12月26日、FM GUNMA）

#### ゲスト出演
- 『イレブンミュージック　Rala♡la音楽室』（2022年4月19日、2024年2月20日、レインボータウンFM）
- 『藤川貴央のニュースでござる』（2023年11月1日、ラジオ大阪）
- 『WAI WAI Groovin'』（2024年2月1日、5月17日、FM GUNMA）
- 『夏木ゆたかのホット歌謡曲』（2024年3月21日、10月21日、ラジオ日本）
- 『POTLUCK』 （2024年4月2日、FM GUNMA）
- 『おはよう歌一番』 （2024年4月10日、2025年5月6日、ラジオ日本）
- 『5時からラッタッタ』（2024年4月11日、エフエムしろいし）
- 『いつも心に歌謡曲♫』（2024年5月12日、HBCラジオ）
- 『二見颯一のやまびこステーション』（2024年6月29日、mrt宮崎放送）
- 『原田年晴かぶりつきフライデー』（2024年7月12日、ラジオ大阪）
- 『R→933』（2024年7月16日、ABCラジオ）
- 『水谷ひろしのOSAKA歌謡ウェ〜ブ』（2024年9月1日、2025年7月13日、ラジオ大阪）
- 『シクラメンのおつまみシクラジオ』（2024年9月9日、FM GUNMA）
- 『中山秀征の夕焼けウォンチュ！』（2024年9月27日、FM GUNMA）
- 『三山ひろしの演歌の夜明け』（2024年10月12日、RKC高知、WBS和歌山、KBS京都 他）
- 『しゅーかん！ティーナ・カリーナ』（2024年10月12日、東北放送）
- 『大石吾朗 Premium G』（2024年11月3日、全国コミュニティFM放送局）
- 『アフタヌーン・パラダイス』（2024年11月18日、全国コミュニティFM放送局）
- 『WAKUフェスでわくわくがとまらない』（2025年1月4日、FM GUNMA）
- 『ヤマヒロのぴかッとモーニング』（2025年2月25日、MBSラジオ）
- 『笑福亭松喬の笑えば大吉』（2025年2月25日、ラジオ大阪）
- 『妹尾和男のパラダイスKyoto』（2025年3月1日、ABCラジオ）
- 『ハッピードリーム歌の贈りもの』（2025年5月31日、ラジオ日本）
- 『高田文夫のラジオビバリー昼ズ』（2025年6月17日、ニッポン放送）
- 『土曜朝6時 木梨の会。』（2025年7月26日、TBSラジオ）
- 『高校野球応援特別番組 ベースボールミーティング』※翔司のみ（2025年7月30日、FM GUNMA）

#### コメント出演他
- 『R→933』※コメント出演（2025年3月1日、ABCラジオ）
- 『ごぜん様さま増刊号』※コメント出演（2025年3月2日、RCCラジオ）
- 『Music Submarine』※コメント出演（2025年3月26日、TOKAI RADIO）
- 『すいッチ791』※コメント出演（2025年3月26日、熊本シティエフエム）
- 『わっと！すまいる』※インタビュー出演（2025年3月29日、MID-FM）
- 『Get Up京都〜マグナム石井SHOW〜』※コメント出演（2025年4月6日、8月3日、KBS京都）
- 『川田金太郎のウルトラがまだせ！ラジオ』※コメント出演（2025年4月16日、ウルトラFM）
- 『キャッチ! (ラジオ番組)』※拓也のみ・生電話出演（2025年4月22日、FM滋賀）
- 『東海ラジオミッドナイトスペシャル〜金シャチ劇場〜』※コメント出演（2025年4月25日、TOKAI RADIO）

### 雑誌
- 株式会社ミューズ『月間カラオケファン』（2024年4月号、9月号-）
  - 連載「風輪のココロもカラダも美しく」（2024年9月号-）
- 株式会社カイト『COLORful-カラフル-』創刊号Vol.1（2024年8月23日発売）
- 演歌のこころ編集室『月刊　演歌のこころ』（2024年10月号）
- 株式会社シーディージャーナル『CDジャーナル 2024冬号』（2024年12月5日発売）
- 株式会社カラオケエース『月刊カラオケエース 東海版』2025年8月号（第420号）※表紙・巻頭（2025年7月11日発売）

## コンサート

### 主催・ワンマン

#### 定期コンサート
- 風輪定期コンサート 〜明日は明日の風が吹く〜 （2021年11月3日-、RE:LIVE HALL（旧 新大久保SHOWBOX）、P.A.R.M.S秋葉原店）

#### コンサートツアー
| タイトル                                                      | 開催日         | 公演   | 会場                                       |
| ------------------------------------------------------------- | -------------- | ------ | ------------------------------------------ |
| 風輪コンサート2022 〜故郷へ感謝を込めて〜                     | 2022年12月18日 | 群馬   | 下仁田文化ホール                           |
| 風輪コンサート2022 〜故郷へ感謝を込めて〜                     | 2022年12月29日 | 東京   | 浅草花劇場                                 |
| 風輪ツアー2023 〜夢の扉〜                                     | 2023年5月5日   | 茨城   | クラフトシビックホール土浦                 |
| 風輪ツアー2023 〜夢の扉〜                                     | 2023年5月28日  | 埼玉   | 富士見市民文化会館キラリ☆ふじみ            |
| 風輪ツアー2023 〜夢の扉〜                                     | 2023年6月18日  | 東京   | TOKYO FMホール                             |
| 風輪ツアー2023 〜夢の扉〜                                     | 2023年6月25日  | 群馬   | 群馬会館                                   |
| 風輪華山 vol.0 〜公開生収録ワンマン公演〜                     | 2023年11月23日 | 埼玉   | ところざわサクラタウン                     |
| 風輪コンサート2023 〜紅白への道〜                             | 2023年12月2日  | 群馬   | 邑の森ホール                               |
| 風輪コンサート2023 〜紅白への道〜                             | 2023年12月10日 | 埼玉   | 川越スペースセブンホール                   |
| 風輪コンサート2023 〜紅白への道〜                             | 2023年12月26日 | 東京   | 中野区野方区民ホール                       |
| 風輪ツアー2024 〜幸運の女神〜                                 | 2024年4月28日  | 大阪   | 長堀橋WAXX                                 |
| 風輪ツアー2024 〜幸運の女神〜                                 | 2024年5月12日  | 埼玉   | 音降りそそぐ武蔵ホール                     |
| 風輪ツアー2024 〜幸運の女神〜                                 | 2024年6月2日   | 群馬   | 昌賢学園まえばしホール（前橋市民文化会館） |
| 風輪ツアー2024 〜幸運の女神〜                                 | 2024年6月29日  | 愛知   | LiveBox UNLIMITS（アンリミッツ）大須       |
| 風輪ツアー2024 〜幸運の女神〜                                 | 2024年8月18日  | 東京   | 牛込箪笥区民ホール                         |
| 風輪コンサート2024 ～一輪を大輪に〜                           | 2024年12月25日 | 群馬   | かぶら文化ホール                           |
| 風輪Dream Tour in KANSAI Live House ～至福の三日間～(8/10-12) | 2025年8月10日  | 奈良   | Beverly HillS                              |
| 風輪Dream Tour in KANSAI Live House ～至福の三日間～(8/10-12) | 2025年8月11日  | 滋賀   | U☆STONE                                    |
| 風輪Dream Tour in KANSAI Live House ～至福の三日間～(8/10-12) | 2025年8月12日  | 京都   | 都雅都雅                                   |
| 風輪Dream Tour in KANSAI Live House ～至福の三日間～(9/14-16) | 2025年9月14日  | 和歌山 | CLUB GATE                                  |
| 風輪Dream Tour in KANSAI Live House ～至福の三日間～(9/14-16) | 2025年9月15日  | 姫路   | Live House Beta                            |
| 風輪Dream Tour in KANSAI Live House ～至福の三日間～(9/14-16) | 2025年9月16日  | 大阪   | 246 LIVEHOUSE GABU                         |

#### ディナーショー
- 風輪DINNER SHOW（2024年12月1日、ホテルグランビュー高崎）

### 事務所主催ライブ
| タイトル                              | 開催日         | 会場                            |
| ------------------------------------- | -------------- | ------------------------------- |
| Work Hard Play Hard                   | 2022年9月19日  | 渋谷キャメロット                |
| Work Hard , Play Hard ~CHRISTMAS Ver~ | 2022年12月24日 | SEL OCTAGON TOKYO               |
| Work Hard, Play Hard 番外編           | 2023年3月11日  | 池袋サンシャインシティ 噴水広場 |
| Work Hard, Play Hard vol.4            | 2023年5月6日   | club asia                       |
| Work Hard, Play Hard vol.5            | 2023年10月15日 | club asia                       |
| Pyamo Presents『Flex』                | 2023年12月4日  | Zepp Shinjuku                   |
| Work Hard Play Hard in FUKUOKA        | 2024年7月14日  | 福岡BEAT STATION                |